# Teddys Himmelfahrt
Teddys Himmelfahrt ist eine deutsche Filmkomödie von 1914 innerhalb der Stummfilmreihe Teddy. Hauptdarsteller ist Paul Heidemann.

## Hintergrund
Der Film hat eine Länge von drei Akten. Produziert wurde der Stummfilm von Literaria Film unter der Nummer 1941. Teddys Himmelfahrt wurde von der Polizei Berlin im Juni 1914 mit einem Jugendverbot belegt (Nr. 14.42).